# خويفيرة زغباء
خويفيرة زغباء (الاسم العلمي:Koeleria pubescens) هي نوع من النباتات تتبع جنس الخويفيرة من الفصيلة النجيلية. تم وصف هذا النوع من النبات علمياً لأول مرة من قبل توماس والتر سنة 1788.